# Фан Ноли
Теофан Стилијан Ноли (алб. Theofan Stilian Noli), боље познат као Фан Ноли (алб. Fan Noli; Ибрик Тепе, 6. јануар 1882 — Форт Лодердејл, 13. март 1965) је био албанско-амерички писац, научник, дипломата, политичар, историчар, говорник, и оснивач Албанске православне цркве, који је служио као премијер и регент Албаније 1924. године.
Фан Ноли је поштован у Албанији као шампион књижевности, историје, дипломатије, новинарства, музике и националног јединства. Играо је важну улогу у учвршћивању албанског као националног језика Албаније, са бројним преводима ремек дјела свјетске књижевности. Његов допринос књижевности на енглеском језику је такође многострук: као научника и аутора серија публикација о Скендербегу, Шекспиру, Бетовену, религиозних текстова и превода.
Ноли је стекао своје образовање на Харварду и био рукоположен за свештеника 1908. године, успоставивши тиме Албанску цркву и уздигнувши албански језик у свештену употребу. Кратко је пребивао у Албанији послије декларације о независности 1912. године. Послије Првог свјетског рата, Ноли је водио дипломатске напоре за поновно уједињење Албаније и примио подршку америчког предсједника Вилсона. Касније је имао дипломатско-политичку каријеру у Албанији, успјешно водећи албански покушај за чланство у Друштву народа.
Као од угледне фигуре која је остала критична према корупцији и неправди у албанској влади, од Фан Нолија је тражено да води Јунску револуцију 1924. године. Он је онда служио као премијер док његову револуционарну владу није срушиоа од Ахмед Зогу. Прогнан је у Европу и стално се настанио у Америци 1930. године, стекавши америчко држављанство и прихвативши крај свог политичког ангажовања. Провео је остатак свог живота као академик, вјерски вођа и писац.

## Поријекло
Ноли је рођен у албанској заједници Ибрик Тепе, Источна Тракија, као Теофанус Стилианос Мавроматис. Као младић Ноли је лутао с краја на крај Медитерана, живећи у Атини (Грчка), Александрији (Египат) и Одеси (Русија), радећи као глумац и преводилац. Знао је 13 страних језика. Кроз своје контакте са Албанским исељеничким покретом, постао је ватрени присталица покрета националиста своје земље, и прешао је у Бостон 1906. године да би мобилисао албанску емиграциону заједницу. У то вријеме, у Бостону су неки албански хришћани били дио Грчке православне цркве, чији је био жесток противник из разлога албанског национализма. Кад је један грчки православни свештеник одбио да изврши погребне обреде за преминулог Албанца по имену Кристаћ Дишница, члана Албанске заједнице из Хадсона (Масачусетс) због његовог националистичког дјеловања, Ноли и група албанских националиста из Нове Енглеске су основали независну Албанску православну цркву. Ноли, први свештеник нове Цркве, је рукоположен за свештеника 1908. године од руског православног епископа у САД. Године 1923. Ноли је хиротонисан за епископа Албанске цркве.

## Политичко дјеловање
Године 1908. Ноли је почео студије на Харварду, стекавши диплому 1912. године. Вратио се у Европу да потпомогне албанску независност, крочивши у Албанију први пут 1913. године. Вратио се у САД током Првог свјетског рата, служивши као вођа организације ВАТРА, која га је заиста довела на место вође албанске дијаспоре. Његови дипломатски напори у САД и Женеви стекли су подршку предсједника Вудроа Вилсона за независну Албанију, и 1920. године остварили чланство нове државе у младом Друштву народа. Иако је Албанија већ прогласила своју независност 1912. године, чланство у Друштву Народа је предвиђало државу са међународним признањем, коју она до тада није успјела да добије. Године 1921. Ноли је ушао у албански парламент као представник либералне ВАТРА партије, водеће либералне партије у земљи. Служио је кратко као министар иностраних послова у влади Џафера Ипија. Године 1923. је хиротонисан за епископа новопрокламоване аутокефалне Албанске православне цркве. Ово је био период интензивних превирања у земљи између либерала, заступљених од ВАТРЕ, и конзервативаца, које је водио премијер Ахмед Зогу. Послије неуспјелог атентата на Зогуа, конзервативци су се осветили убиством другог популарног либералног политичара, Авни Рустемија. Нолијев говор на Рустемијевом погребу био је тако снажан да су присталице либерала устале против Зогуа и приморале га да побјегне у Краљевину СХС у марту 1924. године. Зогуа су накратко наслиједили таст Шефкет Верлаци и либерални политичар Илиаз Вриони. Ноли је именован за премијера и регента 17. јула 1924. године.

Познате су и често цитиране његове речи о албанском национализму:
Можете изабрати било коју вјеру, коју сте наследили од предака или која вам се свиђа, али не можете изабрати другу националност и борити се против своје, а да вам се на чело не стави велики печат „издајице”.

## Пад и изгнанство
Упркос својим напорима да реформише земљу, Нолијев „Програм у двадесет тачака“ није био популаран, и његова влада је срушена стране од групе лојалне Зогуу на Бадње вече исте године. Двије седмице касније, Зогу се вратио у Албанију, и Ноли је побјегао у Италију под пријетњом смртне пресуде. Вратио се у САД 1932. године и формирао републиканску опозицију Зогуу, који се отада самопрокламовао као краљ Зог I.
Током наредних година, наставио је своје образовање, студирајући и касније предајући византијску музику, и настављајући развој и промоцију аутокефалне Албанске православне цркве чији је настанак помогао. За вријеме изгнанстава, кратко је у савезу са краљем Зогом, који је побјегао из Албаније прије италијанске инвазије 1939. године, али није било могуће створити чврст антиосовински и антикомунистички фронт.
Послије рата, Ноли је успоставио неке везе са комунистичком владом Енвера Хоџе, која је преузела власт 1944. године. Неуспјешно је позвао америчку владу да призна режим, али Хоџино повећање прогона свих религија је спречавало Нолијеву Цркву да одржавања веза са православном јерархијом у Албанији. Упркос антиклерикално настројеном Хоџином режиму, Нолијев ватрени албански национализам довео је епископа под пажњу америчког Федералног истражног бироа. Бостонска канцеларија ФБИ-ја је држала епископа под истрагом више од деценије, без коначног исхода.
Пред крај живота, Ноли се повукао у Форт Лодердејл, Флорида, гдје је умро 1965. године. Огранак Албанске православне цркве којим је управљао је на крају постао Албанска архидијецеза Америчке православне цркве.
Фан Нолијев лик је на албанској новчаници од 100 лека издатој 1996. године, а у центру Тиране му је подигнут споменик.